# Istoé

Istoé (C'est ! en français) est un journal hebdomadaire brésilien en langue portugaise paraissant le samedi. 
Fondé par Domingo Alzugaray en 1976 pendant le régime militaire, il est édité à São Paulo.
Une version électronique est mise en place en 1996.

## Voir également
- Presse brésilienne